# Tobias Anselm
Tobias Anselm, né le 24 février 2000 en Autriche, est un footballeur autrichien qui évolue au poste d'avant-centre ou de milieu offensif.

## Biographie

### En club
Tobias Anselm est formé par le Red Bull Salzbourg mais c'est avec le club partenaire, le FC Liefering, qu'il débute en professionnel. Il joue son premier match avec Liefering le 22 septembre 2017, lors d'une rencontre de deuxième division autrichienne face au FC Blau-Weiß Linz. Il entre en jeu et son équipe s'impose par trois buts à zéro. Il n'a en revanche jamais sa chance avec l'équipe première du RB Salzbourg.
Le 27 août 2020, Tobias Anselm s'engage librement avec le LASK Linz, signant un contrat courant jusqu'en juin 2023. Il est toutefois prêté dans la foulée au WSG Tirol.
En juin 2021, il est prêté pour une deuxième saison au WSG Tirol.

### En équipe nationale
Le 27 mars 2021, Tobias Anselm joue son premier match avec l'équipe d'Autriche espoirs, face à l'Arabie saoudite. Il entre en jeu à la place de Chukwubuike Adamu, et se fait remarquer en inscrivant ses deux premiers buts, sur deux passes décisives de Luca Kronberger. Il participe ainsi à la large victoire de son équipe, qui s'impose sur le score de dix buts à zéro.